# Gymnophora gornostaevi
Gymnophora gornostaevi är en tvåvingeart som beskrevs av Mikhail B. Mostovski och Mikhailovskaya 2003. Gymnophora gornostaevi ingår i släktet Gymnophora och familjen puckelflugor. Inga underarter finns listade i Catalogue of Life.